# العراري (المخادر)

تعديل مصدري - تعديل

العراري هي إحدى قرى عزلة السحول بمديرية المخادر التابعة لمحافظة إب، بلغ تعداد سكانها 291 نسمة حسب تعداد اليمن لعام 2004.